# Pilleurs de rêves
Pilleurs de rêves (titre original : The Marrow Thieves) est un roman pour jeunes adultes de Cherie Dimaline, auteure de la nation métisse de l'Ontario (Canada), publié le 1er septembre 2017 par Cormorant Books. L'ouvrage est ensuite traduit en français par Madeleine Stratford et publié aux éditions Boréal en 2019.

## Résumé
L'histoire se déroule dans un futur dystopique où la plupart des gens ont perdu la capacité de rêver avec des conséquences psychologiques catastrophiques. Les autochtones, qui sont les seules personnes qui peuvent encore rêver, sont chassés pour leur moelle. Leur moelle osseuse détient le remède. Frenchie, le principal protagoniste, qui a perdu sa mère récemment et dont le père est parti, se cache avec son frère Mitch dans la forêt. Des agents de l'école buissonnière, surnommés « les recruteurs », surviennent pour les enlever. Mitch tentent de les semer mais il est capturé en donnant à Frenchie le temps de s'échapper. Frenchie rencontre alors un groupe dirigé par un homme plus âgé, Miigwans, avec lequel il tente de gagner le nord, la terre de ses ancêtres qui est une zone de sécurité, pour sauver les siens.

## Contexte de création
Cherie Dimaline est inspirée par les jeunes autochtones avec qui elle travaille. En écrivant Pilleurs de rêves, elle cherche à créer un roman dans lequel ces jeunes peuvent se voir comme des protagonistes et comme des personnes avec un avenir. Elle choisit la figure d'un adolescent pour narrateur en raison de l'intensité émotionnelle doit ressentir et exprimer dans ses actions. Son projet vise à rejoindre et à toucher tant les jeunes autochtones et que les non autochtones, à un âge où ils sont en mesure de comprendre ces thèmes.
Elle traite de ce sujet difficile qu'est le génocide car elle veut que les lecteurs sachent que de tels événements sont arrivés aux peuples autochtones dans le passé. Cherie Dimaline a déclaré qu'elle souhaite que les lecteurs repartent en se disant « Je ne laisserais plus jamais cela se reproduire ». L'auteur incorpore des catastrophes climatiques et des troubles politiques dans le roman, qui se déroule dans une quarantaine d'années après les deux premières décennies du XXIe siècle. Cherie Dimaline a également déclaré qu'elle a écrit le livre afin de faire savoir aux gens que tout le monde doit respecter les histoires des différentes personnes.
Cherie (prononcé comme le mot français pour « chère ») Dimaline grandit dans la communauté métisse de la baie Georgienne, un établissement autochtone près de Penetanguishene, en Ontario.
Pilleurs de rêve abordent un univers fictif symbolique où les autochtones nord-américains sont les seuls à pouvoir encore rêver. Leur moelle osseuse contient le remède aux maux. Il soulève aussi la question de la justice sociale.
« Frenchie  se joint à un groupe d'Amérindiens et ils voyagent constamment vers le nord dans l'espoir d'éviter le gouvernement qui les tue systématiquement » .

## Accueil

### Réponse critique
L'accueil critique pour Les Pilleurs de rêves est positif et le livre  reçoit les éloges de revue telles que Kirkus Reviews, qui déclaré : « Bien que la présence des femmes dans l'histoire soit minimisée, Miigwans est un véritable héros; en lui, Cherie Dimaline crée un personnage d'une profondeur émotionnelle et d'une tendresse incroyables, reliant les lecteurs à la complexité et à la compassion des peuples autochtones ». Pour Quill &amp; Quire, Jessica Rose écrit que le livre de Cherie Dimaline « plonge les lecteurs dans la vie complexe de personnages riches et nuancés contraints de naviguer dans un monde qui ressemble trop au nôtre ». Dans The Globe and Mail, Shannon Ozirny écrit que « Dimaline prend l'un des tropes les plus connus de la littérature jeunes adultes - la dystopie - et l'utilise pour établir des parallèles explicites entre les horreurs imaginées dans un futur fictif et les véritables horreurs historiques du colonialisme et des pensionnats ». Elle qualifie le livre de « magnifiquement écrit car il est choquant et douloureux ».
Une critique sur Quill & Quire déclare: « Bien que le roman aborde un sujet lourd, The Marrow Thieves il demeure léger grâce à la prose gracieuse, presque fragile de Dimaline ». Elle dit également: « [Dimaline] propose une magnifique voie souterraine pour un monde qui semble avoir été endommagé de façon irréparable. Le récit du passage à l'âge adulte dans le livre, notamment la romance naissante de Frenchie avec la rebelle et courageuse Rose, ajoute des éléments de tendresse et d'espoir ».
Jully Black de Canada Reads 2018 loue et apprécie l'exploration par l'auteure du thème de la famille choisie, où les personnages se sont réunis sans lien de sang et créent leur propre famille reconstituée.

### Nominations et prix
Le roman remporte le prix du Gouverneur général pour la littérature jeunesse de langue anglaise 2017, le prix Burt 2018 pour la littérature des Premières Nations, métisses et inuites, le prix Sunburst 2018 pour la fiction pour jeunes adultes et le prix Kirkus 2017 dans la catégorie littérature jeunesse. Il est l'un des livres en compétition pour le concours Canada Reads  et il est répertorié dans les 100 meilleurs livres de 2017 du Globe and Mail . Il est nommé pour le prix White Pine 2018. Le roman fait l'objet d'une traduction française par Madeleine Stratford ayant été présélectionnée pour le prix du Gouverneur général pour la traduction de l'anglais au français 2019.

## Suite de l'œuvre
La suite officielle, Chasseurs d'étoiles (Hunting By Stars), sort le 19 octobre 2021. Cette suite poursuit l'histoire de Frenchie, aujourd'hui âgé de dix-sept ans, et de sa famille qu'il a retrouvé.
En septembre 2019, Cherie Dimaline publie un deuxième livre de la série, Sur les terres du loup (Empire of Wild), à la suite de Joan, une « femme au cœur brisé dont le mari a disparu il y a un an, pour revenir avec un nouveau nom et sans aucun souvenir de son passé ». En annonçant le livre, Cherie Dimaline affirme : « Empire of Wild est le livre qui vient après The Marrow Thieves parce qu'il est basé sur une histoire traditionnelle que ma grand-mère me racontait tout le temps. L'histoire traditionnelle était une légende métisse. Parlant d'écrire sur une femme en tant que protagoniste, Cherie Dimaline déclare: « J'ai décidé que j'allais écrire sur une vraie femme. Les femmes que je connais, les femmes que j'aime, les femmes qui m'ont élevée, la femme que j'espère être».
Sur les terres du loup sort le 17 septembre 2019  et est généralement bien accueilli par les critiques. Jason Sheehan de NPR fait l'éloge des thèmes et de l'histoire du livre, en disant: «Il est serré, austère, viscéral, beau - riche là où la richesse est justifiée, mais économe là où le désir et le chagrin ont aiguisé chaque mot. Et à travers de multiples narrateurs, des chronologies déconnectées, les géographies étranges de la mémoire et de la narration, Dimaline a créé quelque chose qui est à la fois actuel et intemporel, mythique mais personnel » .